# الیکس
الیکس (به فرانسوی: Allex) یک کمون در فرانسه است که در Canton of Crest-Nord واقع شده‌است.

## خصوصیات
الیکس ۲۰٫۱۷ کیلومترمربع مساحت و ۲٬۴۷۲ نفر جمعیت دارد.